# Лейк-Ворт (Техас)
Лейк-Ворт (англ. Lake Worth) — місто (англ. city) в США, в окрузі Таррант штату Техас. Населення — 4711 особа (2020).

## Географія
Лейк-Ворт розташований за координатами 32°48′46″ пн. ш. 97°25′50″ зх. д. / 32.81278° пн. ш. 97.43056° зх. д. (32.812873, -97.430522).  За даними Бюро перепису населення США в 2010 році місто мало площу 6,40 км², уся площа — суходіл.

## Демографія
Згідно з переписом 2010 року, у місті мешкали 4584 особи в 1662 домогосподарствах у складі 1165 родин. Густота населення становила 716 осіб/км².  Було 1794 помешкання (280/км²).
Расовий склад населення:
| - 84,1 % — білих - 1,7 % — корінних американців - 1,5 % — чорних або афроамериканців - 0,7 % — азіатів - 0,3 % — вихідців з тихоокеанських островів - 9,1 % — осіб інших рас |

До двох чи більше рас належало 2,6 %. Частка іспаномовних становила 26,0 % від усіх жителів.
За віковим діапазоном населення розподілялося таким чином: 22,8 % — особи молодші 18 років, 61,9 % — особи у віці 18—64 років, 15,3 % — особи у віці 65 років та старші. Медіана віку мешканця становила 40,1 року. На 100 осіб жіночої статі у місті припадало 94,2 чоловіків;  на 100 жінок у віці від 18 років та старших — 92,5 чоловіків також старших 18 років.
Середній дохід на одне домашнє господарство  становив 57 353 долари США (медіана — 46 827), а середній дохід на одну сім'ю — 65 450 доларів (медіана — 54 063). Медіана доходів становила 40 825 доларів для чоловіків та 30 915 доларів для жінок. За межею бідності перебувало 11,7 % осіб, у тому числі 14,8 % дітей у віці до 18 років та 7,4 % осіб у віці 65 років та старших.
Цивільне працевлаштоване населення становило 2190 осіб. Основні галузі зайнятості: роздрібна торгівля — 18,4 %, освіта, охорона здоров'я та соціальна допомога — 18,2 %, будівництво — 12,3 %, виробництво — 10,1 %.